# Президентские выборы в Перу (1908)
Президентские выборы в Перу проходили в 1908 году. В результате безальтернативных выборов победу одержал Аугусто Легия от Гражданской партии, который получил 100% голосов. 

## Результаты
| Кандидат                            | Партия                              | Голоса  | %     |
| ----------------------------------- | ----------------------------------- | ------- | ----- |
| Аугусто Легия                       | Гражданская партия                  | 131 289 | 100%  |
| Действительных бюллетеней           | Действительных бюллетеней           | 131 289 | 72,53 |
| Недействительных/ пустых бюллетеней | Недействительных/ пустых бюллетеней | 50 654  | 27,47 |
| Всего                               | Всего                               | 184 386 | 100   |
| Источник: Tuesta                    |                                     |         |       |